# Lycodes jugoricus
Lycodes jugoricus är en fiskart som beskrevs av Knipowitsch, 1906. Lycodes jugoricus ingår i släktet Lycodes och familjen tånglakefiskar. IUCN kategoriserar arten globalt som livskraftig. Inga underarter finns listade i Catalogue of Life.